# Parahancornia
Parahancornia là chi thực vật có hoa trong họ Apocynaceae.